# Saint-Félix (Oise)
Pour les articles homonymes, voir Saint-Félix.
Saint-Félix est une commune française située dans le département de l'Oise, en région Hauts-de-France.
Ses habitants sont appelés les Saint-Féliciens et les Saint-Féliciennes, ou, selon d'autres sources, les Saint-Félixiens et Saint-Félixiennes.

## Géographie

### Localisation

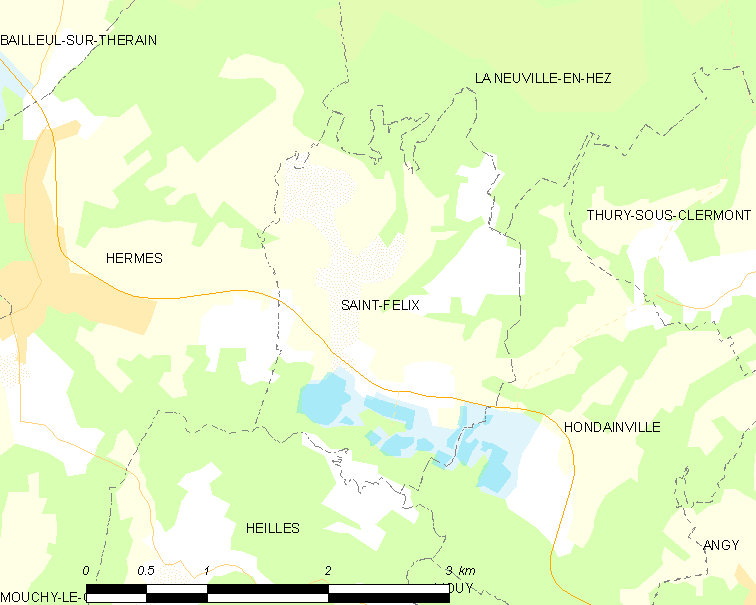
Communes limitrophes

La commune se situe à 60,5 kilomètres au sud d'Amiens, à 17 kilomètres à l'est de Beauvais, à 40 kilomètres à l'ouest de Compiègne et à 54,5 kilomètres au nord de Paris.

### Communes limitrophes
|         | Forêt de Hez-Froidmont (La Neuville-en-Hez) |              |
| Hermes  | Saint-Félix                                 |              |
| Heilles |                                             | Hondainville |

### Topographie et géologie
La commune s'étend entre 42 mètres sur les rives du Thérain et 140 mètres d'altitude à la limite nord du territoire, dans la forêt de Hez-Froidmont. Son étendue s'étire de la vallée du Thérain jusqu'à cette même forêt située sur un plateau dominant le village d'environ 90 mètres. Le village de Saint-Félix se trouve entre le fond de la vallée et les premiers coteaux du plateau du lieu-dit la Montagne.
Le hameau de Fay-sous-Bois se situe dans le vallon du ruisseau de la maladrerie naissant à l'orée de la forêt. D'autres fonds et vallons descendent vers la vallée du Thérain comme le fond du Val à l'est, le val Hémont au nord-ouest et la vallée Belle-Fille au nord.
Le village se localise à 48 mètres au-dessus du niveau de la mer, le hameau de Fay-sous-Bois à 58 mètres et le moulin à eau de Saint-Félix, sur les rives du Thérain, à 43 mètres d'altitude.

### Risques naturels
La commune se situe en zone de sismicité 1.
Les zones à proximité du Thérain se situent en zone inondable et se trouvent au-dessus de plusieurs nappes phréatiques sous-affleurantes.

### Hydrographie

#### Réseau hydrographique
La commune est située dans le bassin Seine-Normandie. Elle est drainée par le Thérain, le ru de la Maladrerie et un autre petit cours d'eau,.
La commune de Saint-Félix se trouve sur la rive gauche du Thérain. D'une longueur de 94 km, ce cours d'eau prend sa source dans la commune de Gaillefontaine et se jette  dans l'Oise à Saint-Leu-d'Esserent, après avoir traversé 43 communes.  Son cours constitue la majeure partie de la limite communale sud. Après être passé sous le pont de la route départementale 89, il se divise en deux bras au niveau du moulin-brosserie de Saint-Félix avant de quitter la commune.
Le ru de la Maladrerie prend sa source au nord du hameau de Fay-sous-Bois, passe à l'ouest du village avant de rejoindre l'un des nombreux étangs au sud du village puis conflue avec le Thérain.
Un lavoir existe toujours rue du Palais-Blanc.

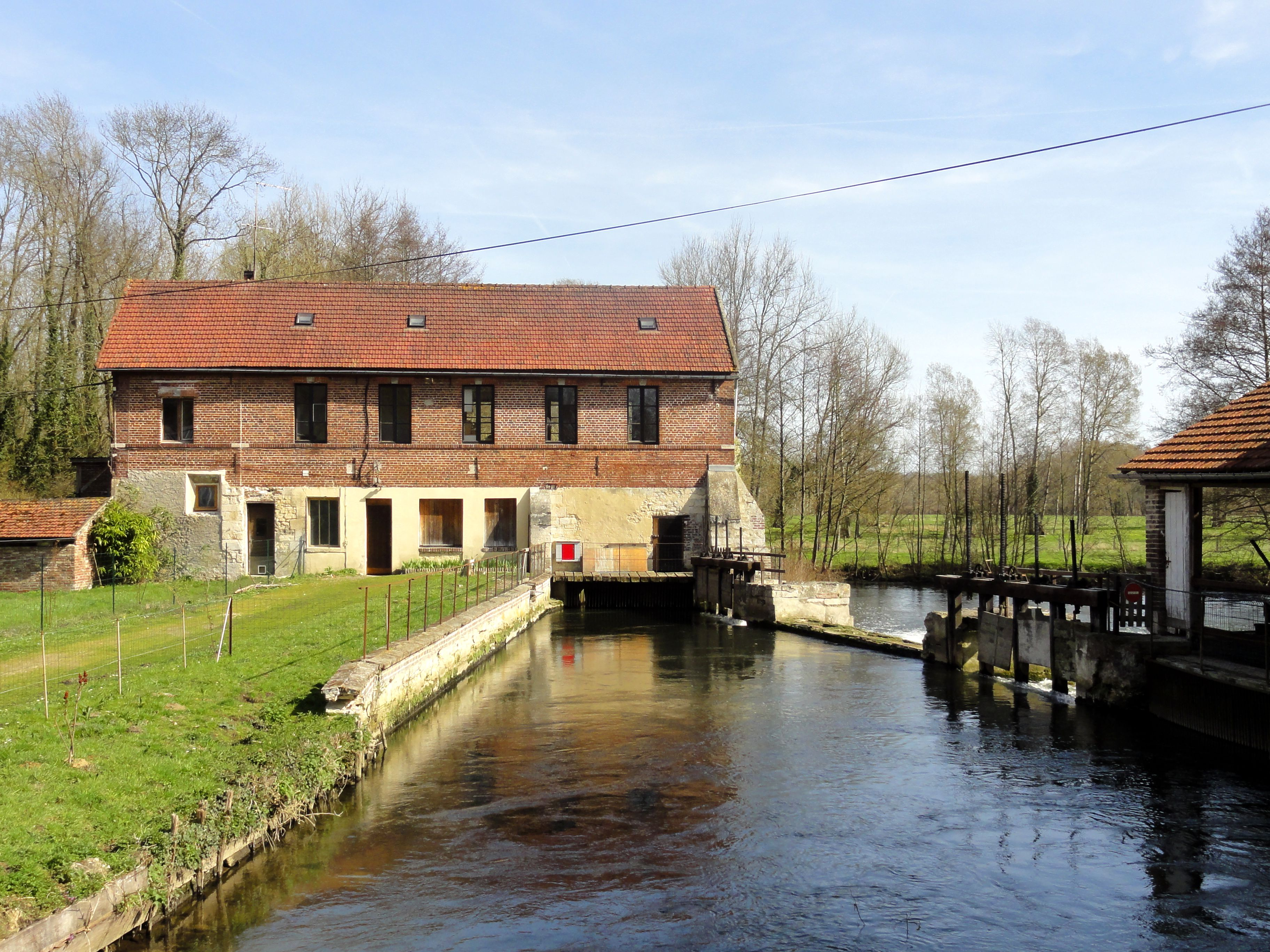
Le moulin-brosserie, sur les bords du Thérain.
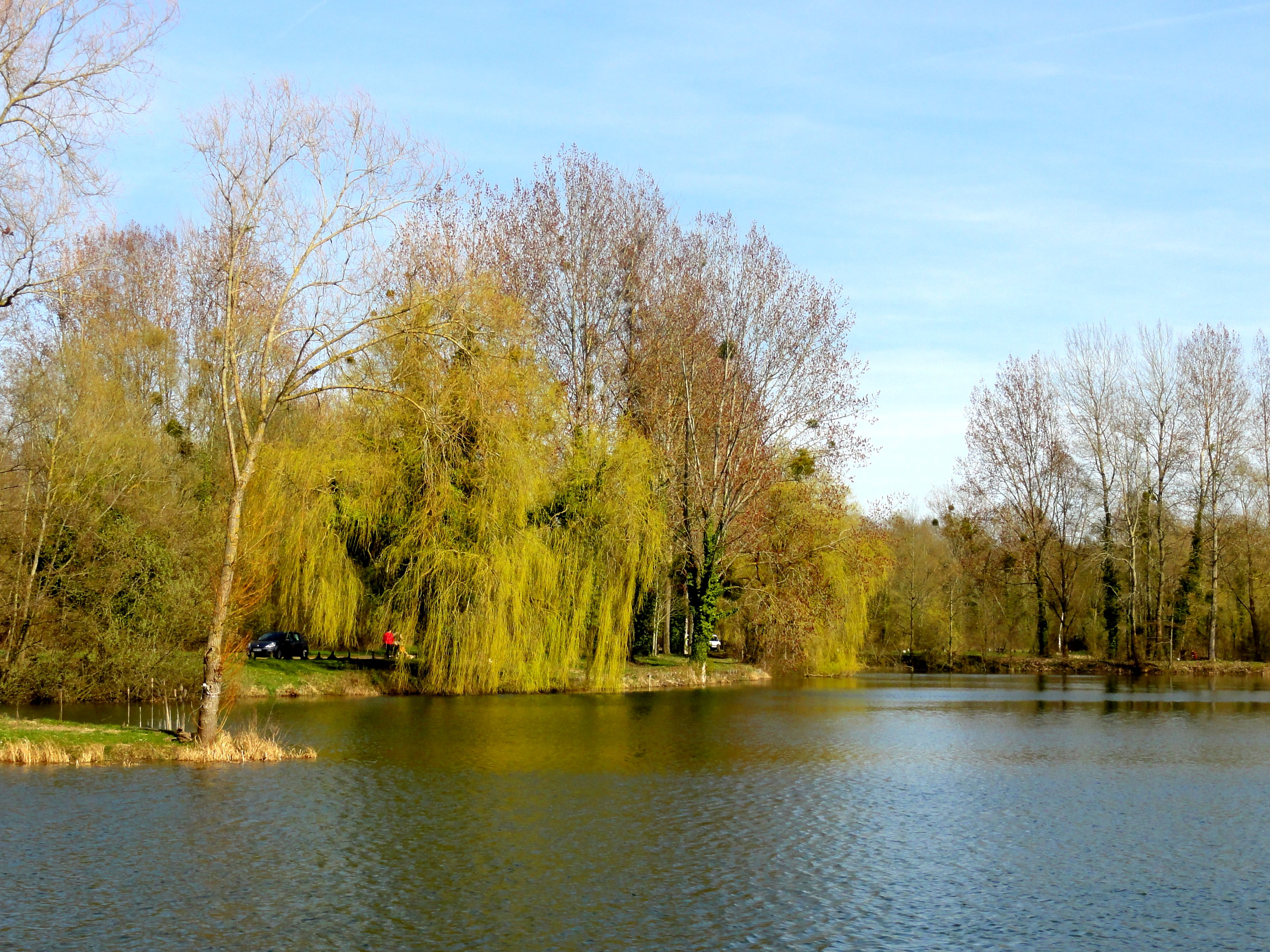
Les étangs de Saint-Félix, dans la vallée du Thérain.
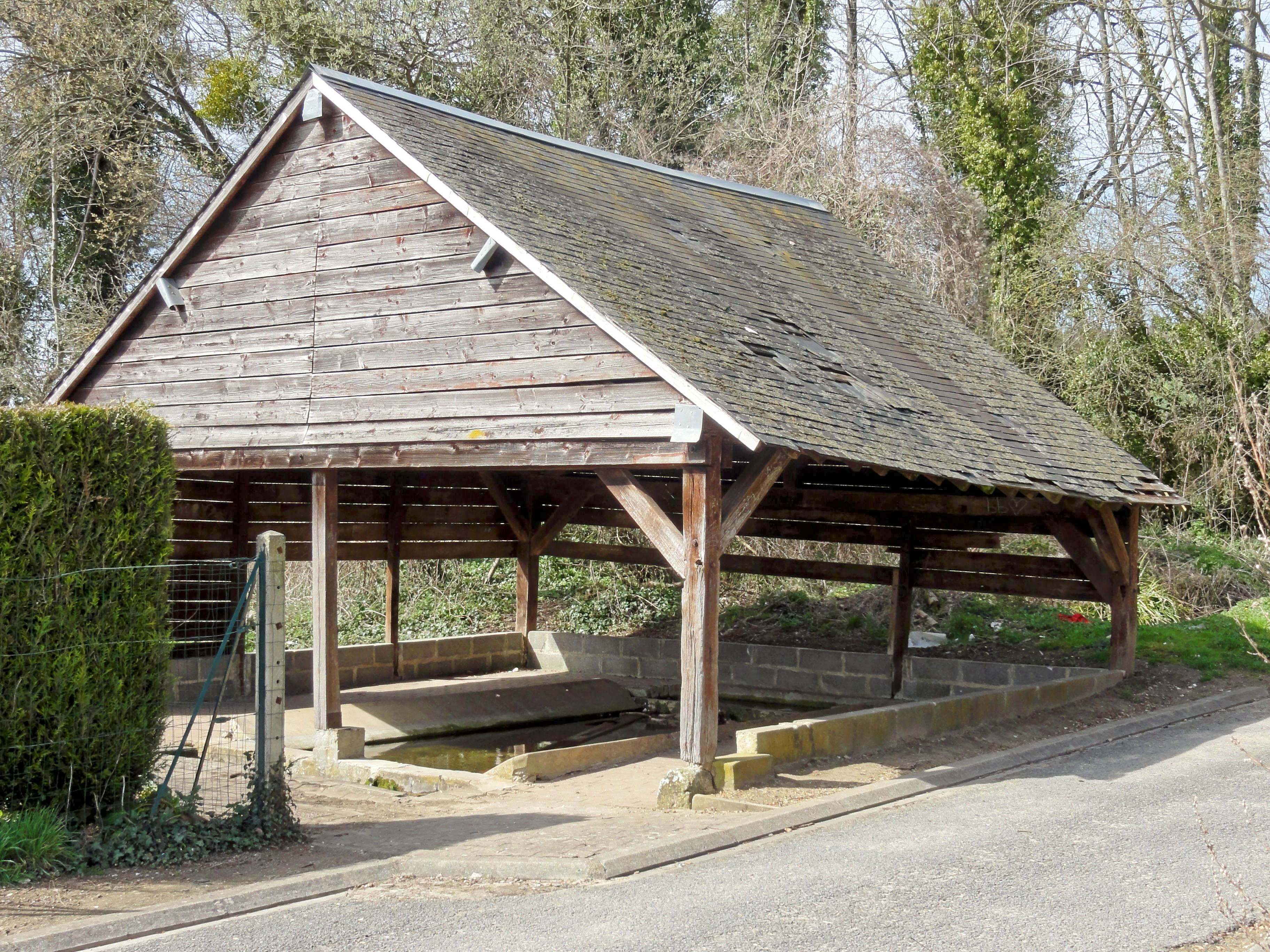
Lavoir, rue du Palais-Blanc.

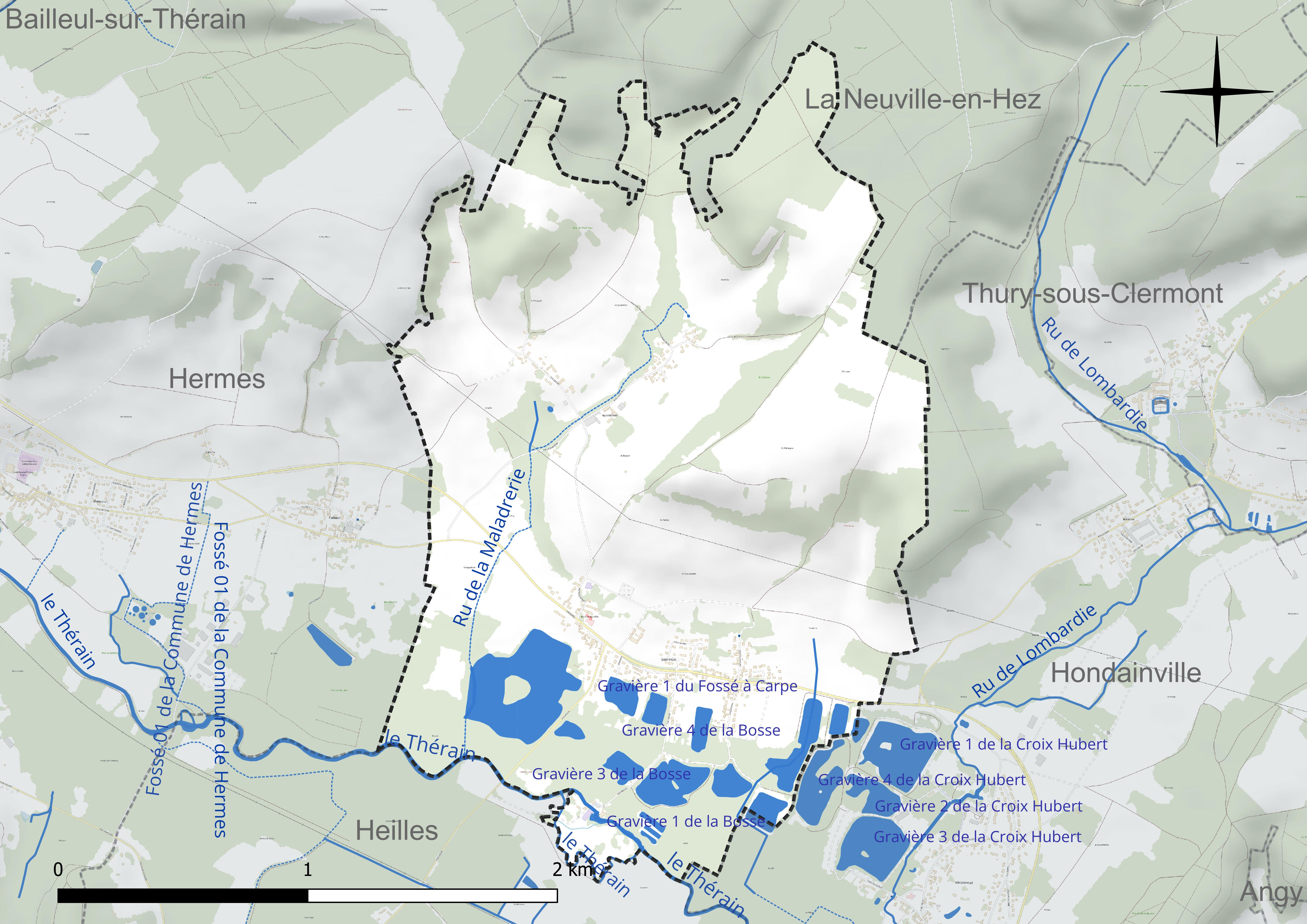
Réseau hydrographique de Saint-Félix.

Huit plans d'eau complètent le réseau hydrographique : la gravière 1 de la Bosse, d'une superficie totale de 1,6 ha (1,2 ha sur la commune), la gravière 1 du Fossé à Carpe (1,4 ha), la gravière 2 de la Bosse (1,4 ha), la gravière 2 du Fossé à Carpe (1,2 ha), la gravière 3 de la Bosse (3,5 ha), la gravière 4 de la Bosse (1 ha), la gravière 5 de la Croix Hubert (2,9 ha) et le plan d'eau de Marolle (12,5 ha),.

#### Gestion et qualité des eaux
Le territoire communal est couvert par le schéma d'aménagement et de gestion des eaux (SAGE) « Sensée ». Ce document de planification concerne un territoire de 1 219 km2 de superficie, délimité par le bassin versant du Thérain. Le périmètre a été arrêté le 27 janvier 2023 et le SAGE proprement dit est, en 2024, en cours d'élaboration. La structure porteuse de l'élaboration et de la mise en œuvre est le syndicat intercommunal de la Vallée du Thérain (SIVT). 
La qualité des cours d'eau peut être consultée sur un site dédié géré par les agences de l'eau et l'Agence française pour la biodiversité. 

### Climat
Pour des articles plus généraux, voir Climat des Hauts-de-France et Climat de l'Oise.
En 2010, le climat de la commune est de type climat océanique dégradé des plaines du Centre et du Nord, selon une étude du CNRS s'appuyant sur une série de données couvrant la période 1971-2000. En 2020, Météo-France publie une typologie des climats de la France métropolitaine dans laquelle la commune est exposée à un climat océanique et est dans la région climatique  Nord-est du bassin Parisien, caractérisée par un ensoleillement médiocre, une pluviométrie moyenne régulièrement répartie au cours de l'année et un hiver froid (3 °C). 
Pour la période 1971-2000, la température annuelle moyenne est de 10,5 °C, avec une amplitude thermique annuelle de 14,8 °C. Le cumul annuel moyen de précipitations est de 641 mm, avec 11,1 jours de précipitations en janvier et 7,9 jours en juillet. Pour la période 1991-2020, la température moyenne annuelle observée sur la station météorologique la plus proche, située sur la commune de Creil à 17 km à vol d'oiseau, est de 11,2 °C et le cumul annuel moyen de précipitations est de 662,2 mm,. Pour l'avenir, les paramètres climatiques de la commune estimés pour 2050 selon différents scénarios d'émission de gaz à effet de serre sont consultables sur un site dédié publié par Météo-France en novembre 2022.

### Milieux naturels

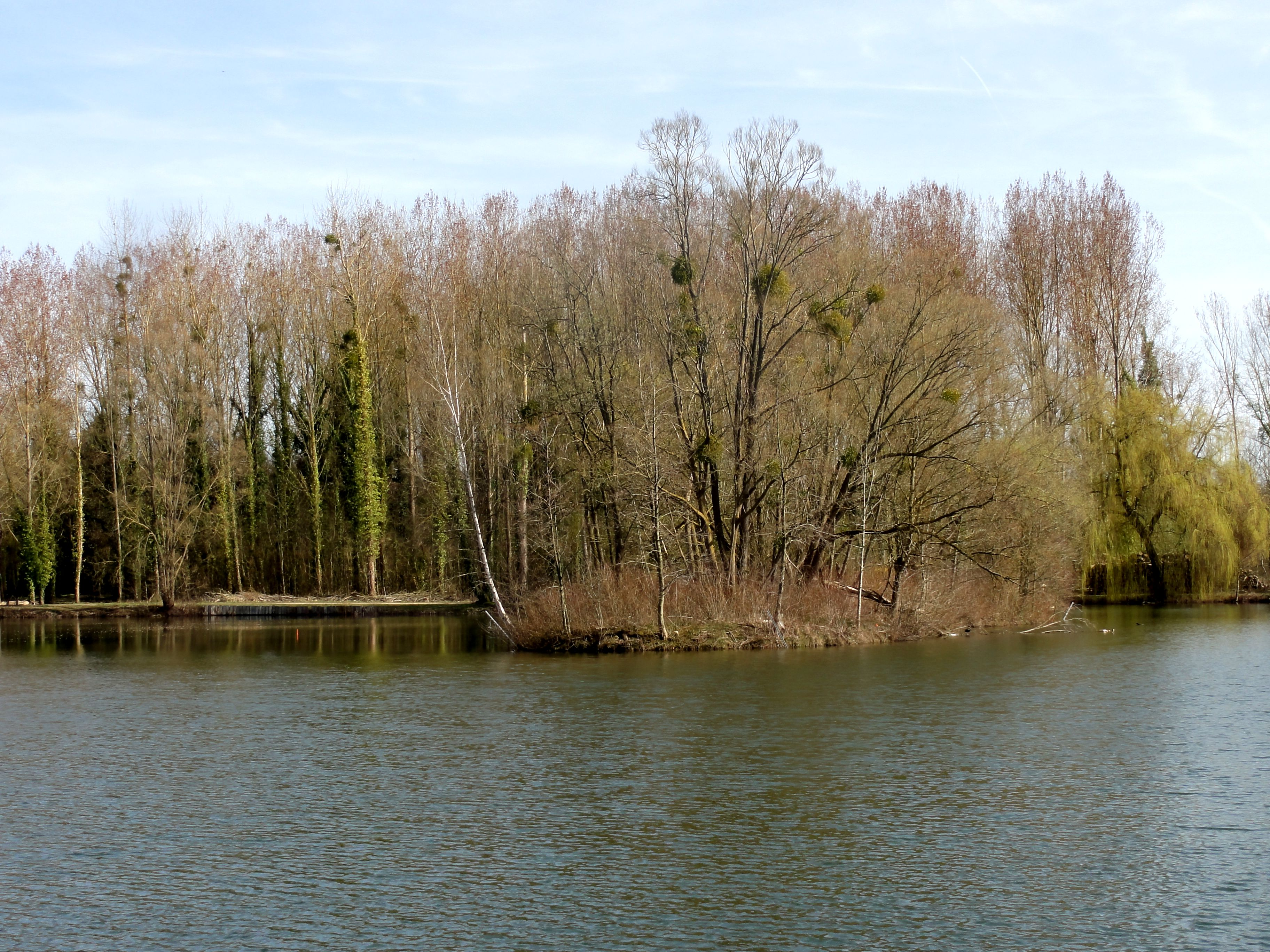
Les étangs communaux.

Hormis les espaces bâtis établis sur 6,3% de la surface sur 31 hectares, le territoire communal se compose à 42,8% de cultures sur près de 214 hectares. Au nord la forêt de Hez-Froidmont ainsi que les fonds et les coteaux des vallées du Thérain et de Fay-sous-Bois constituent les principales zones boisées. Elles s'étendent sur 170 hectares, soit 34% de la superficie. On compte également 10,3% de vergers et prairies sur 51 hectares ainsi que plus de 31 hectares de marais et espaces humides, tel le marais de Fay. Les cours d'eau occupent à eux seuls 1,5 hectare,.
Une partie de la forêt de Hez-Froidmont fait l'objet d'un classement en zone natura 2000 sur le territoire communal. Ce massif forestier et ses bois périphériques sont en outre inscrits en tant que zone naturelle d'intérêt écologique, faunistique et floristique de type 1 tout comme les étangs et milieux alluviaux du Thérain. Les différents coteaux constituent des corridors écologiques potentiels.
Le sentier de grande randonnée 124, de Cires-lès-Mello (Oise) à Rebreuviette (Pas-de-Calais), traverse une partie du hameau de Fay-sous-Bois par les rues de l'Hôtel-Dieu et du Marais-de-Feu. Il se dirige ensuite vers La Neuville-en-Hez.

## Urbanisme

### Typologie
Au 1er janvier 2024, Saint-Félix est catégorisée bourg rural, selon la nouvelle grille communale de densité à sept niveaux définie par l'Insee en 2022.
Elle est située hors unité urbaine. Par ailleurs la commune fait partie de l'aire d'attraction de Paris, dont elle est une commune de la couronne,. 

### Occupation des sols
L'occupation des sols de la commune, telle qu'elle ressort de la base de données européenne d'occupation biophysique des sols Corine Land Cover (CLC), est marquée par l'importance des territoires agricoles (58,5 % en 2018), en diminution par rapport à 1990 (64,1 %). La répartition détaillée en 2018 est la suivante : 
terres arables (32,4 %), forêts (26,2 %), zones agricoles hétérogènes (23,7 %), eaux continentales (10 %), zones urbanisées (5,3 %), prairies (2,4 %). L'évolution de l'occupation des sols de la commune et de ses infrastructures peut être observée sur les différentes représentations cartographiques du territoire : la carte de Cassini (XVIIIe siècle), la carte d'état-major (1820-1866) et les cartes ou photos aériennes de l'IGN pour la période actuelle (1950 à aujourd'hui).

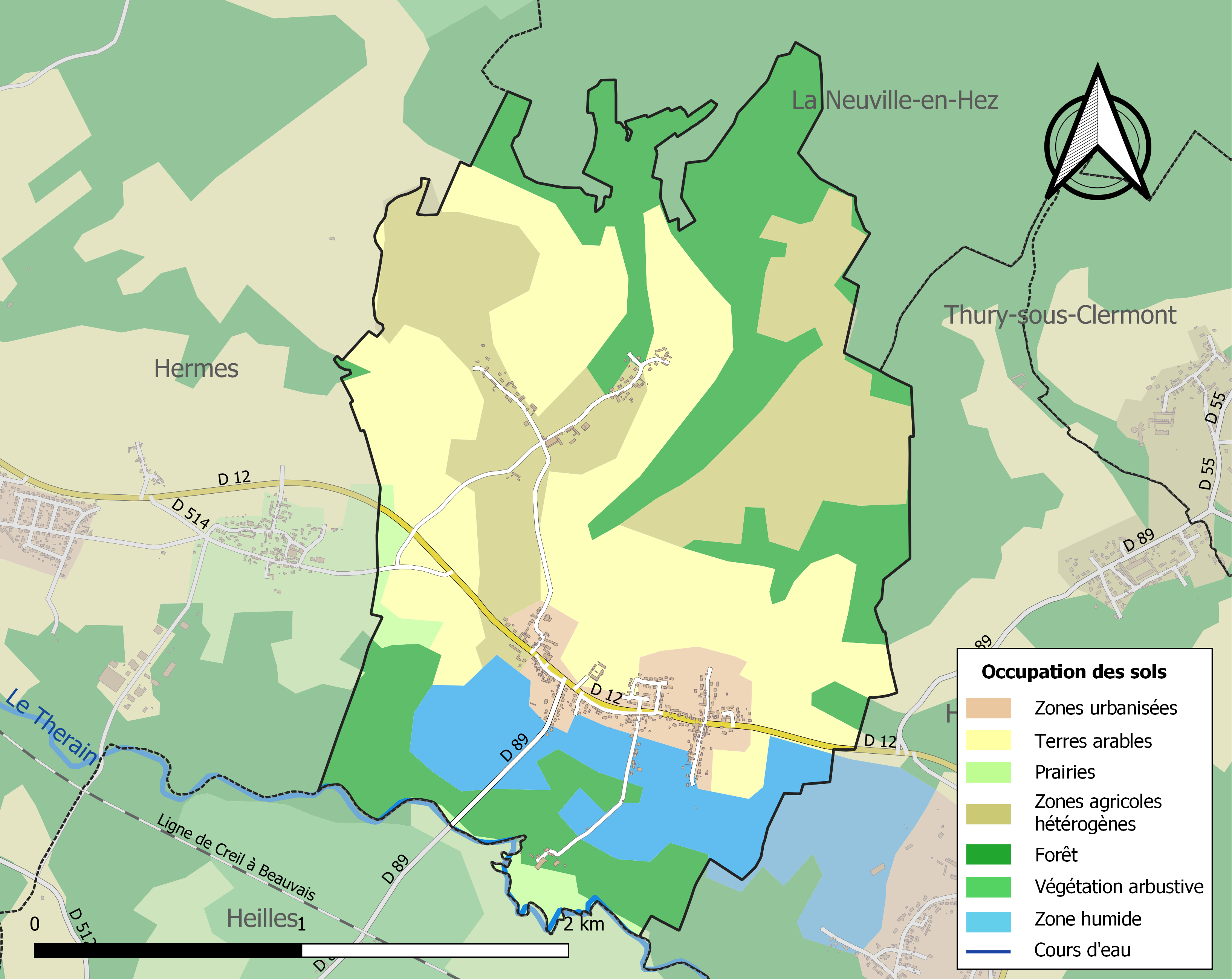
Carte des infrastructures et de l'occupation des sols de la commune en 2018 (CLC).

### Hameaux et lieux-dits
En dehors du chef-lieu, Saint-Félix possède un hameau au nord du territoire, Faÿ-sous-Bois. Le moulin à eau communal constitue le seul écart de la commune.

### Voies de communication et transports

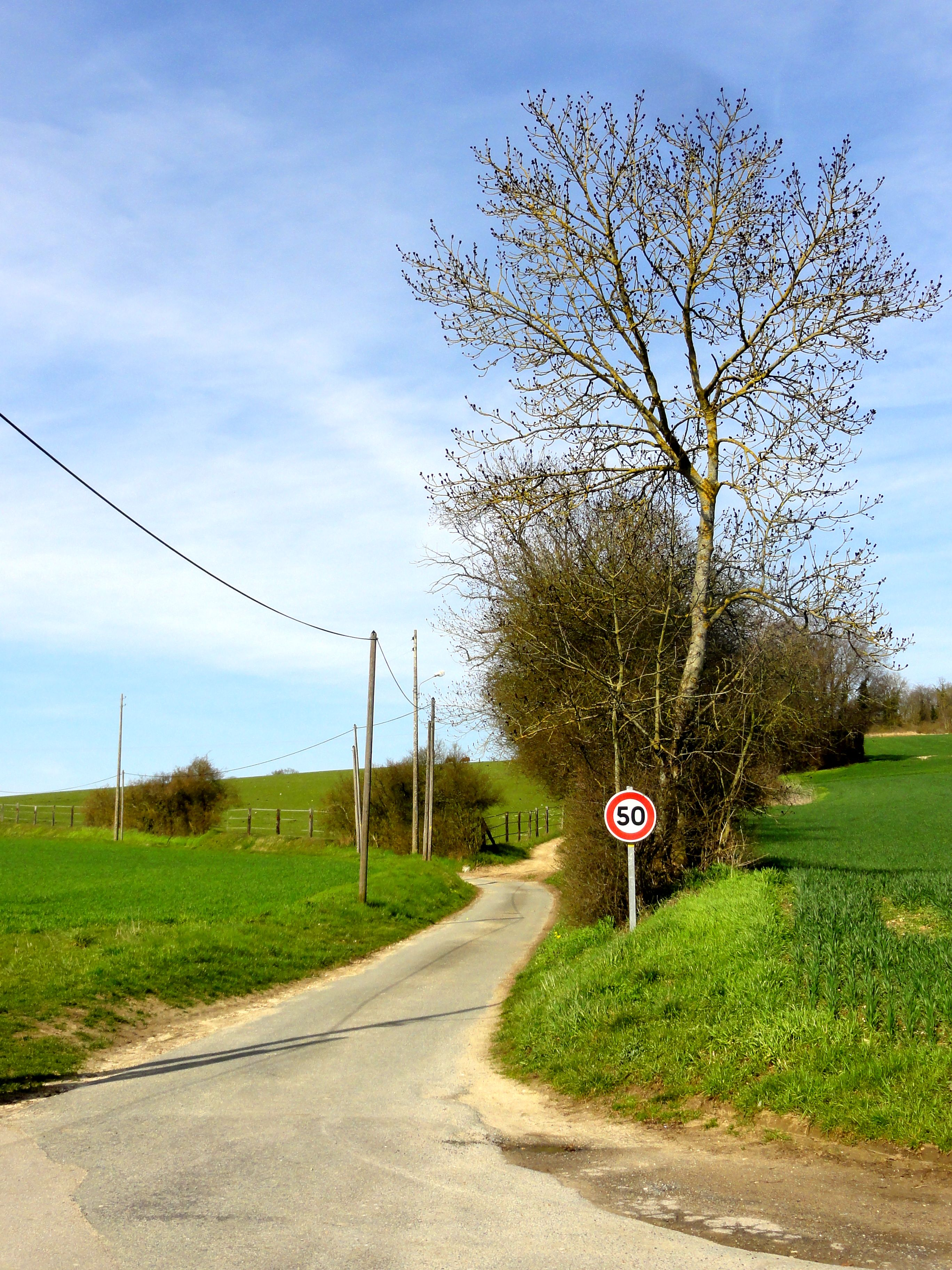
La rue de Fay-sous-Bois, reliant le village au hameau du même nom.

La commune est desservie par trois routes départementales, la D 12, la D 12E et la D 89. La route départementale 12, de Therdonne à Saint-Leu-d'Esserent, traverse le village d'ouest en est par la rue Principale. Reliant indirectement Beauvais à Creil, s'agit du principal axe routier traversant le territoire. Le second tronçon de la route départementale 89 (le premier reliant Ansacq à Hondainville) se sépare de la route départementale 12 et rejoint la commune d'Heilles par la rue du même nom. La D 12E, antenne de la route départementale 12, relie cet axe, dans le prolongement de la route du hameau de Caillouel (commune d'Hermes), au hameau de Fay-sous-Bois. Plusieurs routes communales relient les hameaux et communes limitrophes comme entre le chef-lieu et Fay-sous-Bois ainsi que l'ancienne D 12 rejoint Caillouel.

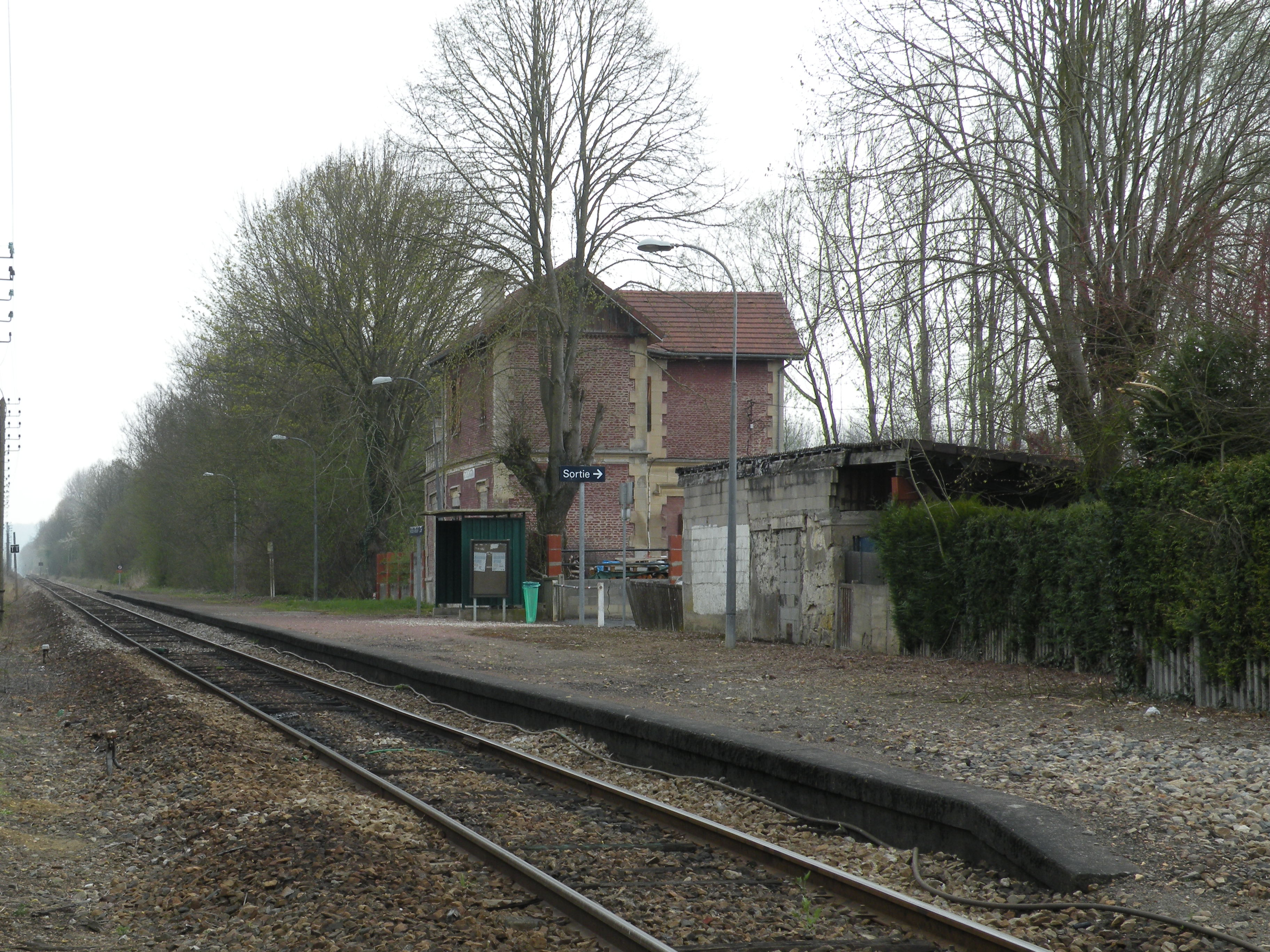
La gare d'Heilles - Mouchy en 2012.

Situé à 2 km au sud, la gare d'Heilles - Mouchy, établie sur la ligne de Creil à Beauvais, est la gare ferroviaire la plus proche de la commune. La gare d'Hermes - Berthecourt se trouve à 3 km à l'ouest, sur le même ligne.
La commune est desservie, en 2023, par les lignes 6138, 6143, 6313, 6314 et 6344 du réseau interurbain de l'Oise. Les habitants peuvent bénéficier du service de transport à la demande du réseau Pass'Thelle Bus, géré par la communauté de communes du pays de Thelle depuis la gare de Mouy - Bury.
L'aéroport de Beauvais-Tillé se trouve à 18 km à l'ouest de la commune et l'aéroport de Paris-Charles-de-Gaulle se trouve à 42 km au sud-est. Il n'existe aucune liaison entre la commune et ces aéroports par des transports en commun.

## Toponymie
Le village fut nommé Bourg Lançon, puis Foelicum en 1157, Felicem en 1164, Saint-Flix en 1384.
Saint-Félix et un hagiotoponyme, selon l'abbé Lebeuf, le patron de la paroisse est probablement un saint Félix martyrisé à Vernot, dans le diocèse de Sens. L'avancement de la fête patronale vers le 1er août aurait ultérieurement apporté la confusion avec saint Félix de Gérone, traditionnellement considéré comme patron local.

## Histoire

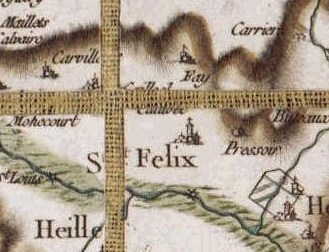
Saint-Félix (60), carte de Cassini.

Le lieu était situé près d'une voie romaine près du Thérain, et des monnaies romaines ont été découvertes vers la forêt.
La cure dépendait de l'abbaye Saint-Lucien de Beauvais, dont les abbés avaient un manoir sur le chemin de Thury. Une maladrerie existait au lieu-dit qui porte ce nom, vers Hermes.
Le hameau du Fay-sous-Bois constituait une seigneurie distincte de celle de Saint-Félix, et de la vigne y était cultivée au XVIe siècle.
La commune, instituée lors de la Révolution française, a fugacement absorbé celle de Hondainville entre 1825 et 1832.
Deux moulins à eau existaient au XVIe siècle et servaient à moudre le blé. L'un d'eux a été transformé en 1910 en brosserie, et servait à travailler l'os et le bois afin d'y faire des brosses à dent, des brosses à cheveux, puis des brosses à ménage en matière plastique. L'usine a cessé son activité en 1979 et est devenue en 1994 un musée de la brosserie.

## Politique et administration

### Rattachements administratifs et électoraux
La commune se trouve dans l'arrondissement de Clermont du département de l'Oise. Pour l'élection des députés, elle fait partie de la septième circonscription de l'Oise.
Elle fait partie depuis 1793 du canton de Mouy. Dans le cadre du redécoupage cantonal de 2014 en France, ce canton, où le village reste rattaché, s'agrandit et passe de 11 à 35 communes.

### Intercommunalité
La commune a adhéré en 2000 à la communauté de communes du pays de Thelle (CCPT), créée en 1996.
Dans le cadre des dispositions de la loi portant nouvelle organisation territoriale de la République (Loi NOTRe) du 7 août 2015, qui prévoit que les établissements publics de coopération intercommunale (EPCI) à fiscalité propre doivent avoir un minimum de 15 000 habitants, le préfet de l'Oise a publié en octobre 2015 un projet de nouveau schéma départemental de coopération intercommunale, qui prévoit la fusion de plusieurs intercommunalités, et en particulier  de la communauté de communes du Pays de Thelle et de la communauté de communes la Ruraloise, formant ainsi une intercommunalité de 42 communes et de 59 626 habitants,.
La nouvelle intercommunalité, dont est membre la commune et dénommée communauté de communes Thelloise, est créée par un arrêté préfectoral du 30 novembre 2016 qui a pris effet le 1er janvier 2017.

### Liste des maires
| Période                                  | Période                   | Identité         | Étiquette | Qualité                                             |
| ---------------------------------------- | ------------------------- | ---------------- | --------- | --------------------------------------------------- |
| Les données manquantes sont à compléter. |                           |                  |           |                                                     |
| mars 2001                                | mars 2008                 | Pierre Dejardin  |           |                                                     |
| mars 2008                                | mai 2011                  | Philippe Dupret  |           | Démissionnaire                                      |
| 2011                                     | En cours (au 3 juin 2020) | Patrick Vonthron |           | Enseignant retraité Réélu pour le mandat 2020-2026, |

### Prévention des risques
La commune, située sur le Thérain, est concernée par le plan de prévention du risque inondation dit du Thérain-aval, approuvé le 13 octobre 2005.

## Population et société

### Démographie

#### Évolution démographique
L'évolution du nombre d'habitants est connue à travers les recensements de la population effectués dans la commune depuis 1793. Pour les communes de moins de 10 000 habitants, une enquête de recensement portant sur toute la population est réalisée tous les cinq ans, les populations de référence des années intermédiaires étant quant à elles estimées par interpolation ou extrapolation. Pour la commune, le premier recensement exhaustif entrant dans le cadre du nouveau dispositif a été réalisé en 2005.

En 2022, la commune comptait 618 habitants, en évolution de −1,9 % par rapport à 2016 (Oise : +0,87 %, France hors Mayotte : +2,11 %).
| 1793 | 1800 | 1806 | 1821 | 1831 | 1836 | 1841 | 1846 | 1851 |
| ---- | ---- | ---- | ---- | ---- | ---- | ---- | ---- | ---- |
| 300  | 327  | 328  | 313  | 271  | 285  | 294  | 296  | 288  |

| 1856 | 1861 | 1866 | 1872 | 1876 | 1881 | 1886 | 1891 | 1896 |
| ---- | ---- | ---- | ---- | ---- | ---- | ---- | ---- | ---- |
| 268  | 270  | 268  | 261  | 258  | 240  | 292  | 281  | 260  |

| 1901 | 1906 | 1911 | 1921 | 1926 | 1931 | 1936 | 1946 | 1954 |
| ---- | ---- | ---- | ---- | ---- | ---- | ---- | ---- | ---- |
| 270  | 293  | 277  | 266  | 284  | 305  | 260  | 249  | 254  |

| 1962 | 1968 | 1975 | 1982 | 1990 | 1999 | 2005 | 2006 | 2010 |
| ---- | ---- | ---- | ---- | ---- | ---- | ---- | ---- | ---- |
| 254  | 226  | 221  | 348  | 417  | 486  | 504  | 504  | 607  |

| 2015 | 2020 | 2022 | - | - | - | - | - | - |
| ---- | ---- | ---- | - | - | - | - | - | - |
| 634  | 620  | 618  | - | - | - | - | - | - |

#### Pyramide des âges
La population de la commune est relativement jeune.
En 2018, le taux de personnes d'un âge inférieur à 30 ans s'élève à 36,8 %, soit en dessous de la moyenne départementale (37,3 %). À l'inverse, le taux de personnes d'âge supérieur à 60 ans est de 20,8 % la même année, alors qu'il est de 22,8 % au niveau départemental.
En 2018, la commune comptait 320 hommes pour 306 femmes, soit un taux de 51,12 % d'hommes, largement supérieur au taux départemental (48,89 %).
Les pyramides des âges de la commune et du département s'établissent comme suit.
| Hommes | Classe d’âge | Femmes |
| ------ | ------------ | ------ |
| 0,6    | 90 ou +      | 1,0    |
| 4,7    | 75-89 ans    | 3,6    |
| 13,6   | 60-74 ans    | 18,2   |
| 25,9   | 45-59 ans    | 20,8   |
| 16,1   | 30-44 ans    | 22,1   |
| 17,4   | 15-29 ans    | 15,5   |
| 21,8   | 0-14 ans     | 18,8   |

| Hommes | Classe d’âge | Femmes |
| ------ | ------------ | ------ |
| 0,5    | 90 ou +      | 1,4    |
| 5,5    | 75-89 ans    | 7,6    |
| 15,6   | 60-74 ans    | 16,3   |
| 20,8   | 45-59 ans    | 20     |
| 19,4   | 30-44 ans    | 19,4   |
| 17,6   | 15-29 ans    | 16,2   |
| 20,6   | 0-14 ans     | 19,1   |

## Économie
Depuis la fin de l'industrie de la brosserie, la commune n'a plus d'activité industrielle. Elle compte en 2016 quelques artisans, ainsi qu'un café et un salon de coiffure.

## Culture locale et patrimoine

### Lieux et monuments
La commune de Saint-Félix possède deux monuments historiques sur son territoire :
- Église Saint-Félix (inscrite au titre des monuments historiques depuis 1960[45]) : Elle réunit une vaste nef unique du début du XIIe siècle à un chœur gothique du XIIIe siècle, qui se compose de trois vaisseaux parallèles, et se termine par un chevet plat. Le portail occidental, de la première période gothique, constitue l'amorce d'une nouvelle façade, qui est finalement restée inachevée. L'intérieur de la nef surprend par une charpente portée en partie par des poteaux de bois, dont certains se superposent aux petites baies romanes, et évoque une grange plutôt qu'un édifice religieux. Les trois vaisseaux du chœur, relativement cloisonnés et d'une facture rustique, sont séparés par des grandes arcades flamboyantes, issues d'une reprise en sous-œuvre au cours de la première moitié du XVIe siècle.

De l'architecture d'origine, ne restent plus que les réseaux des fenêtres, en partie incomplets, et des vestiges des supports. Les voûtes d'ogives actuelles sont purement fonctionnelles, et ne reflètent aucun style particulier.
- Moulin-musée de la Brosserie, installé dans un ancien moulin du XIXe siècle[46], qui fournissait l'énergie aux machines permettant la fabrication des brosses grâce à trois roues hydrauliques. L'entreprise, qui fut fondée en 1876, fonctionna jusqu'en 1979 et a été transformée en musée en 1994. Les machines y sont présentées en état de fonctionnement[47]. Il fait l'objet d'une inscription aux monuments historiques depuis 1990[48].

Le musée, qui présente un parc de machines authentiques ainsi que les appareils du moulin en état de fonctionnement est ouvert à l'initiative de l'association « Les Amis du musée moulin de Saint Félix » de mai à septembre les premier et troisième dimanches du mois,.

Les monuments historiques de Saint-Félix
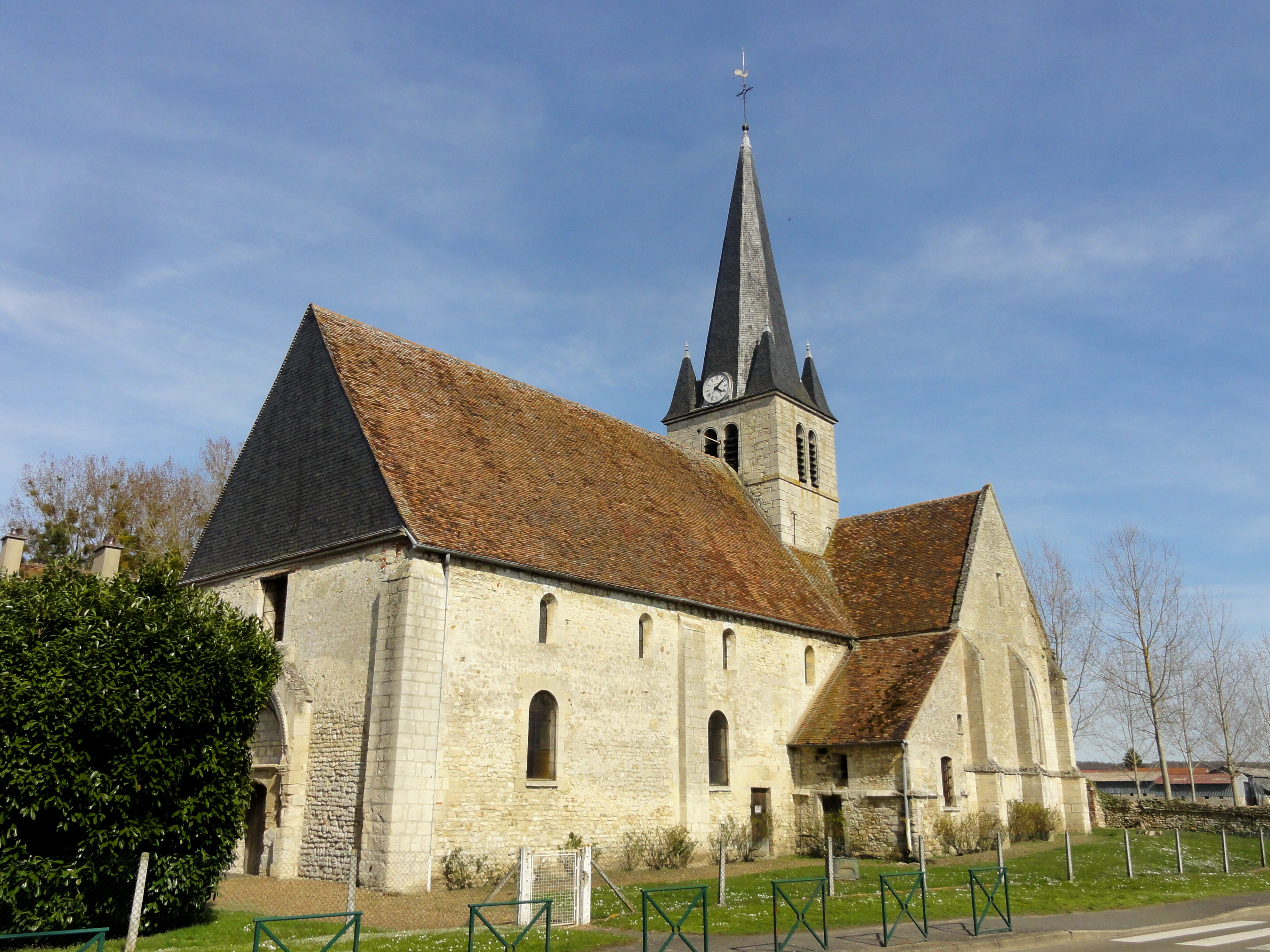
L'église Saint-Félix depuis le sud-ouest.
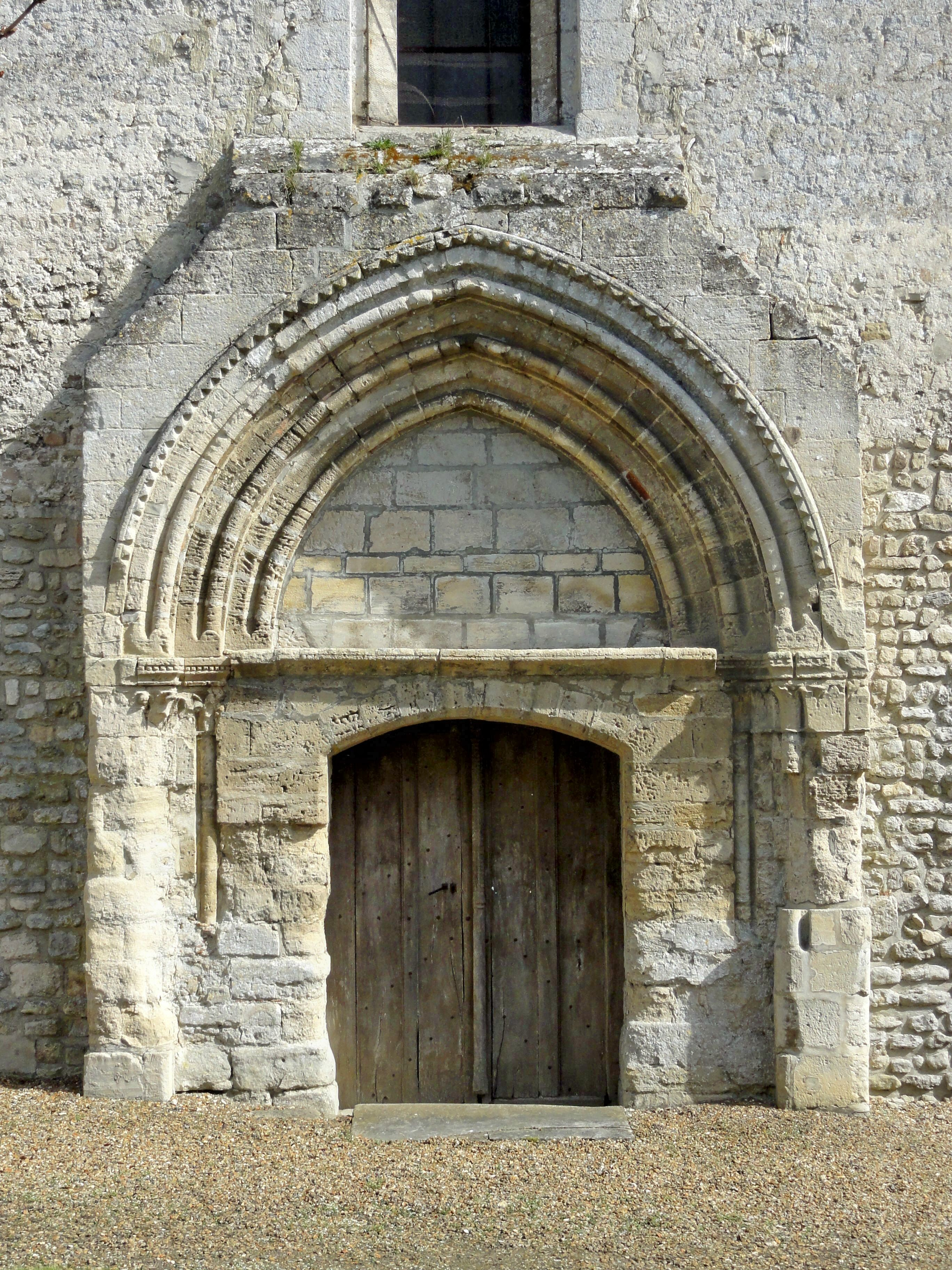
Portail occidental de l'église.
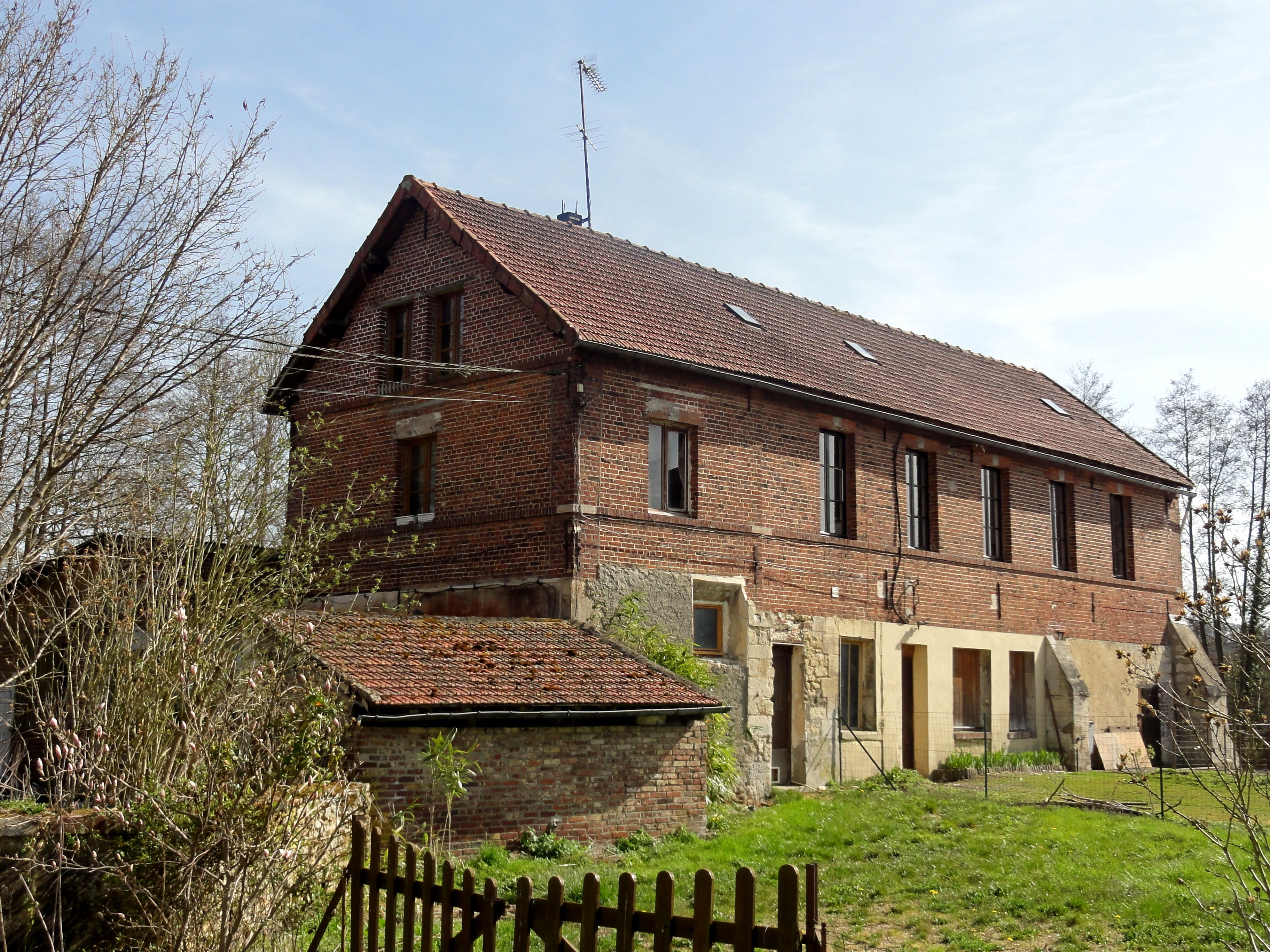
Le moulin-brosserie Autin.
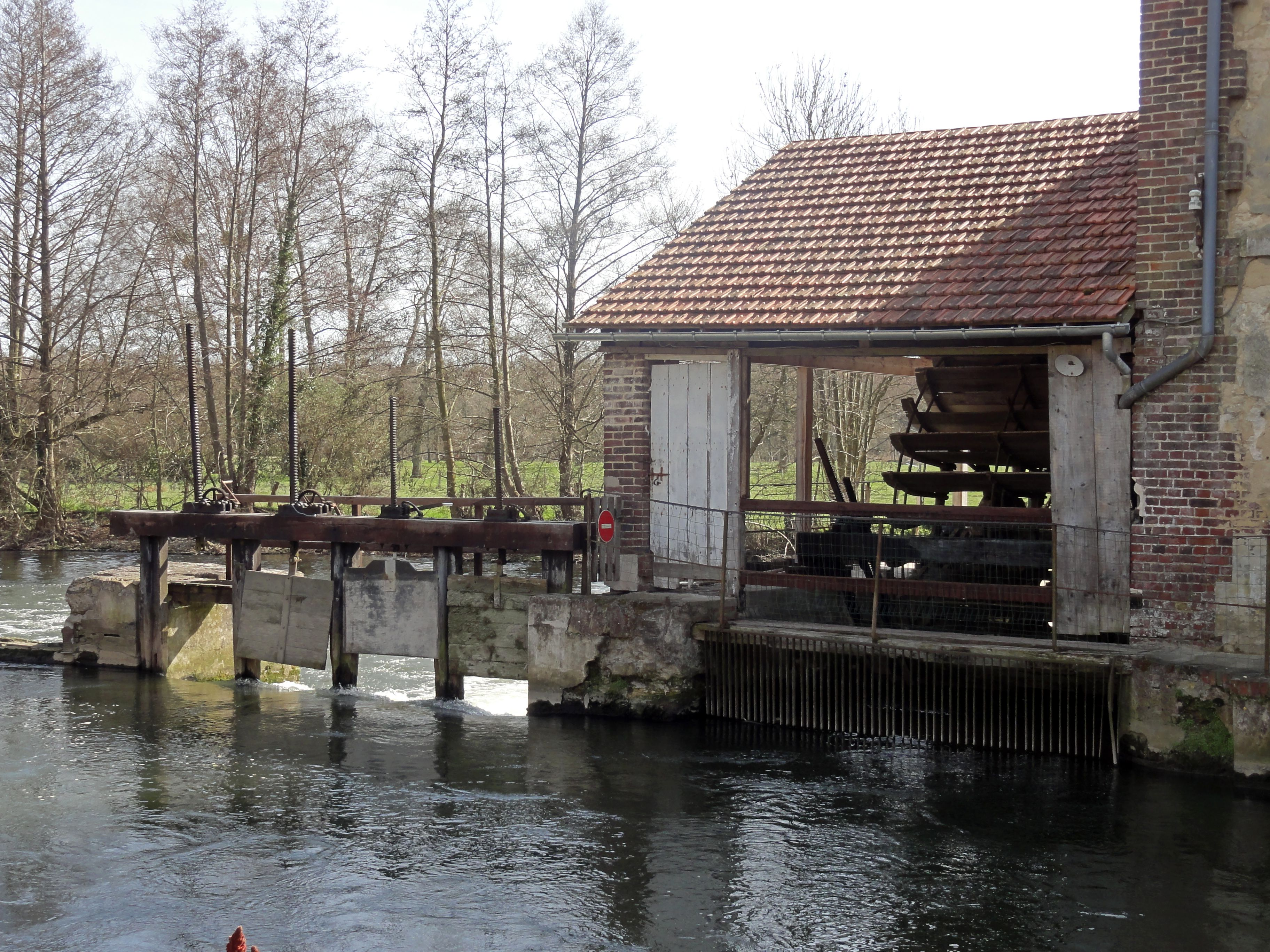
Roue à aubes du moulin-brosserie Autin.

On peut également noter :
- Château de Faÿ-sous-Bois
- Manoir, rue du Palais-Blanc : long et bas édifice à étage, du XIIIe siècle, dont le pignon est presque intact.
- Ancienne auberge, rue Principale.
- Lavoir, rue du Palais-Blanc.
- Monument aux morts, sur la façade de la mairie.
- Croix de cimetière.

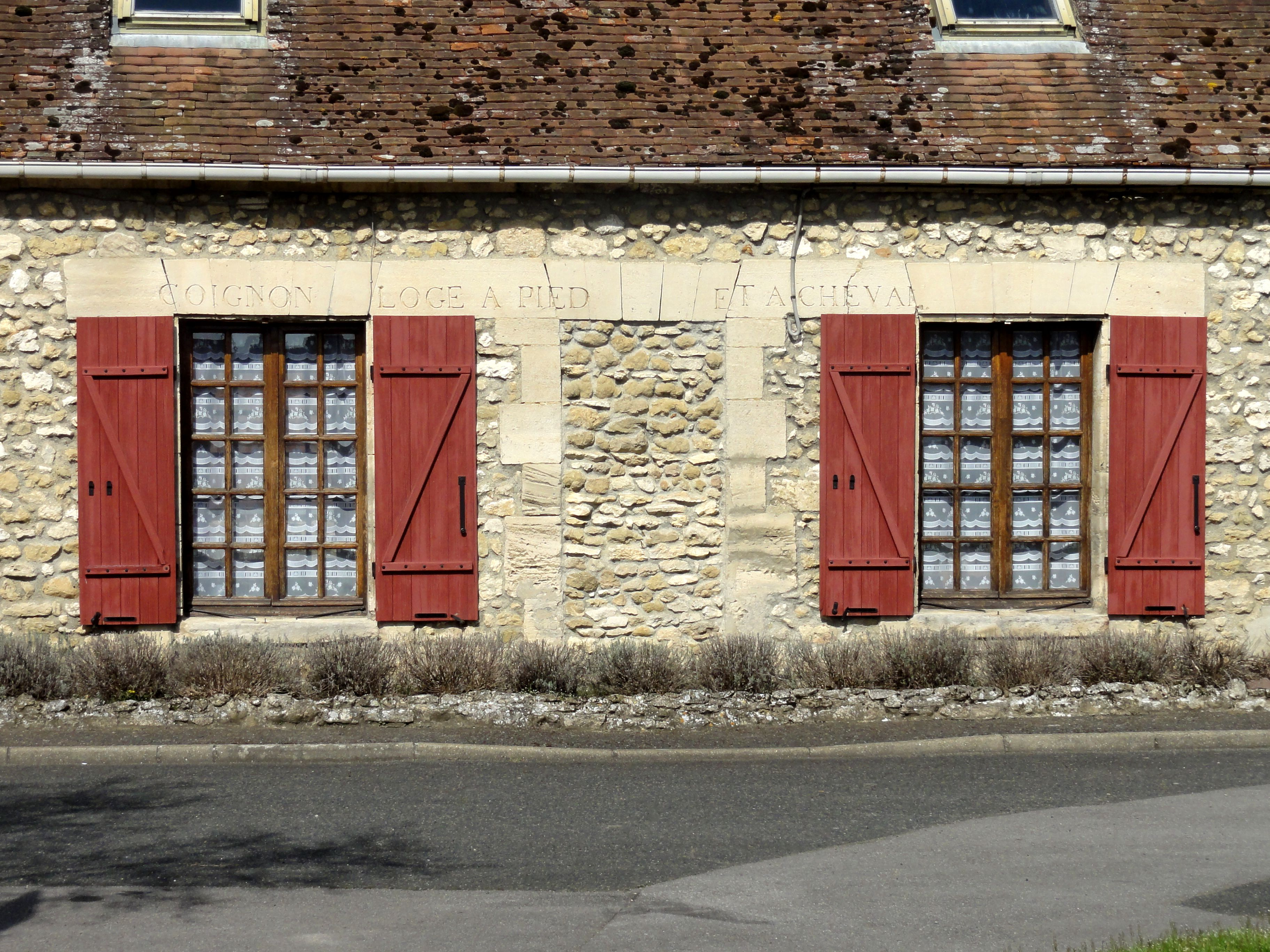
Ancienne auberge, rue Principale.
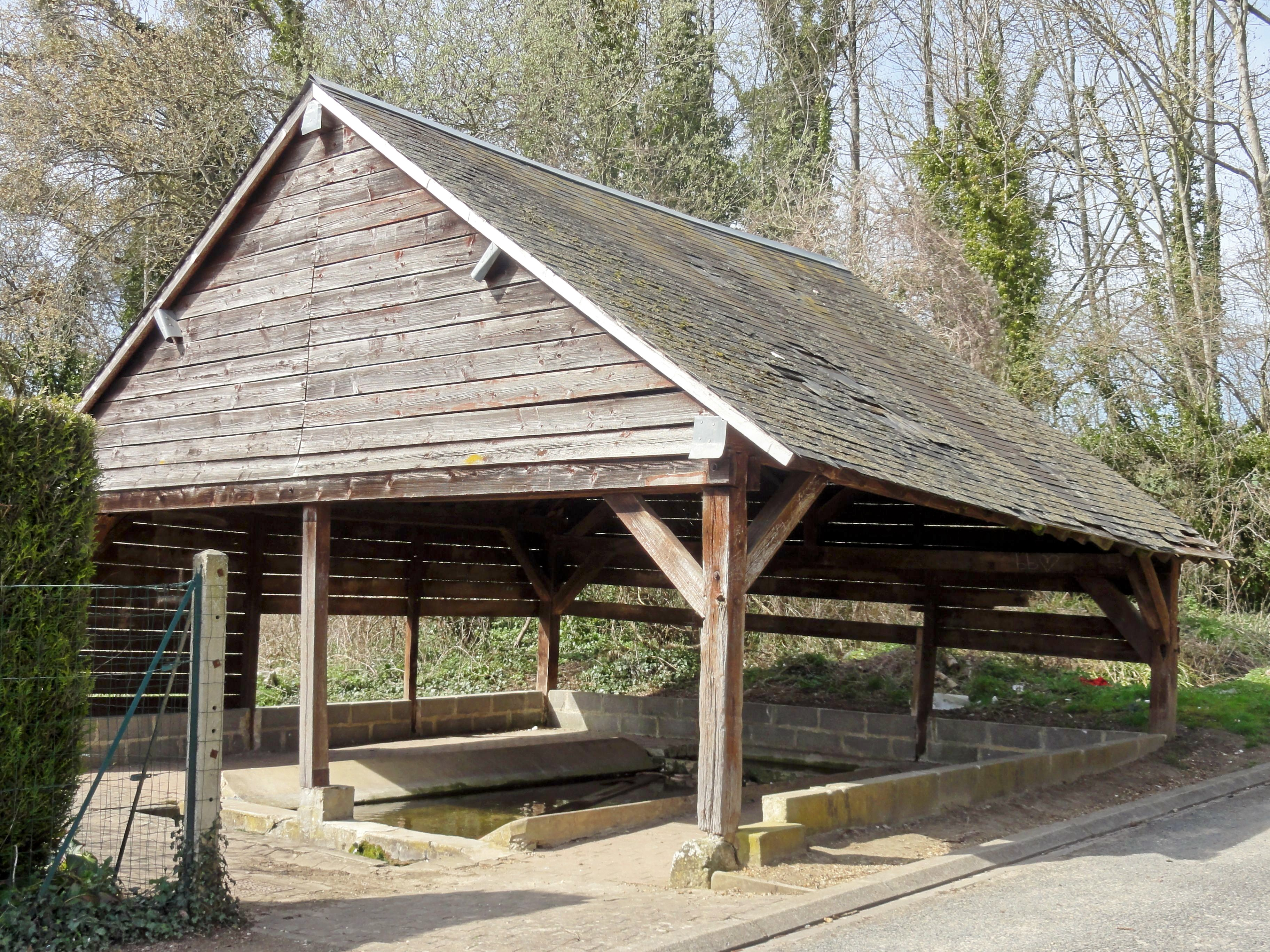
Lavoir, rue du Palais-Blanc.
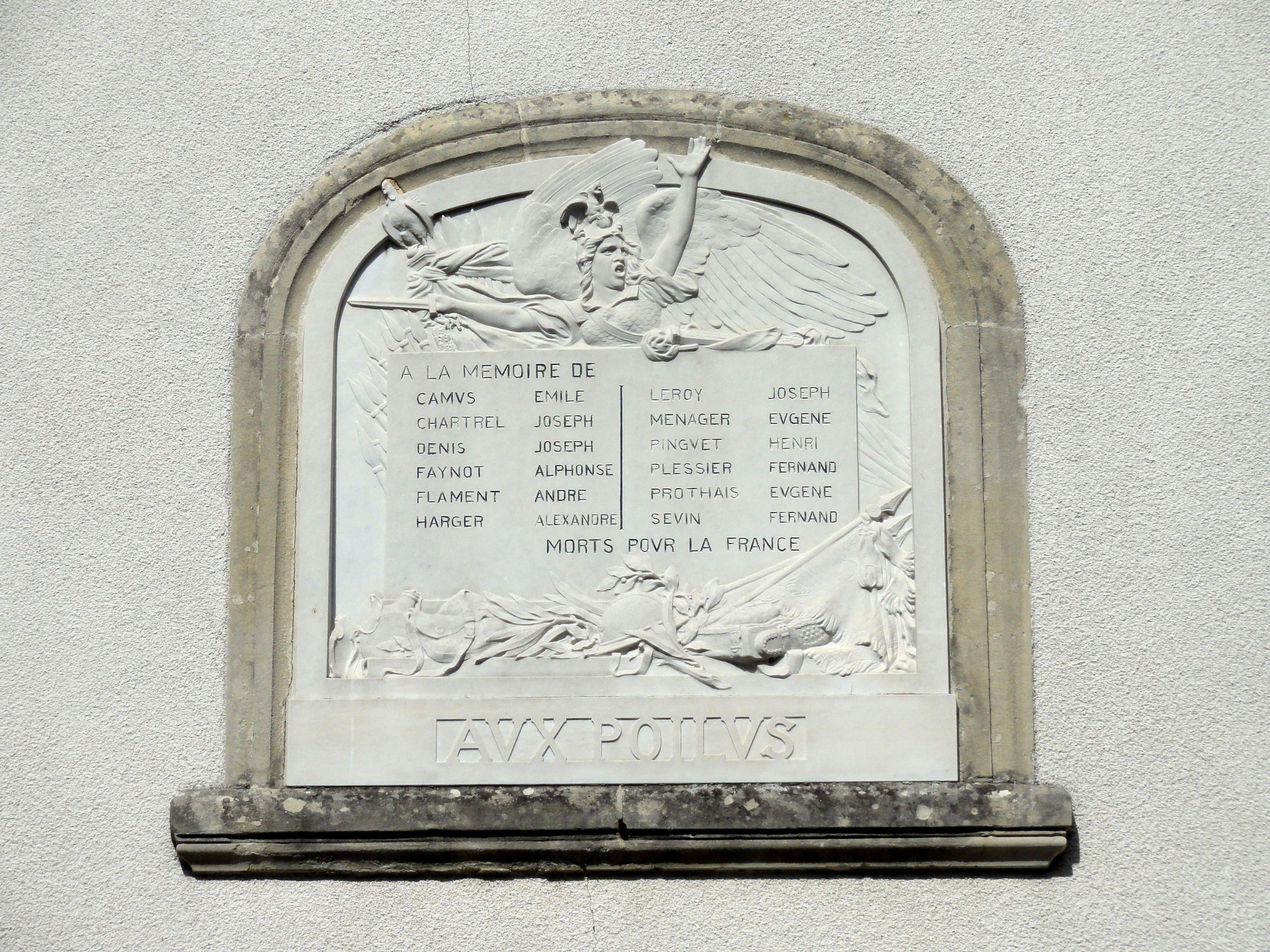
Monument aux morts sur la façade la mairie.
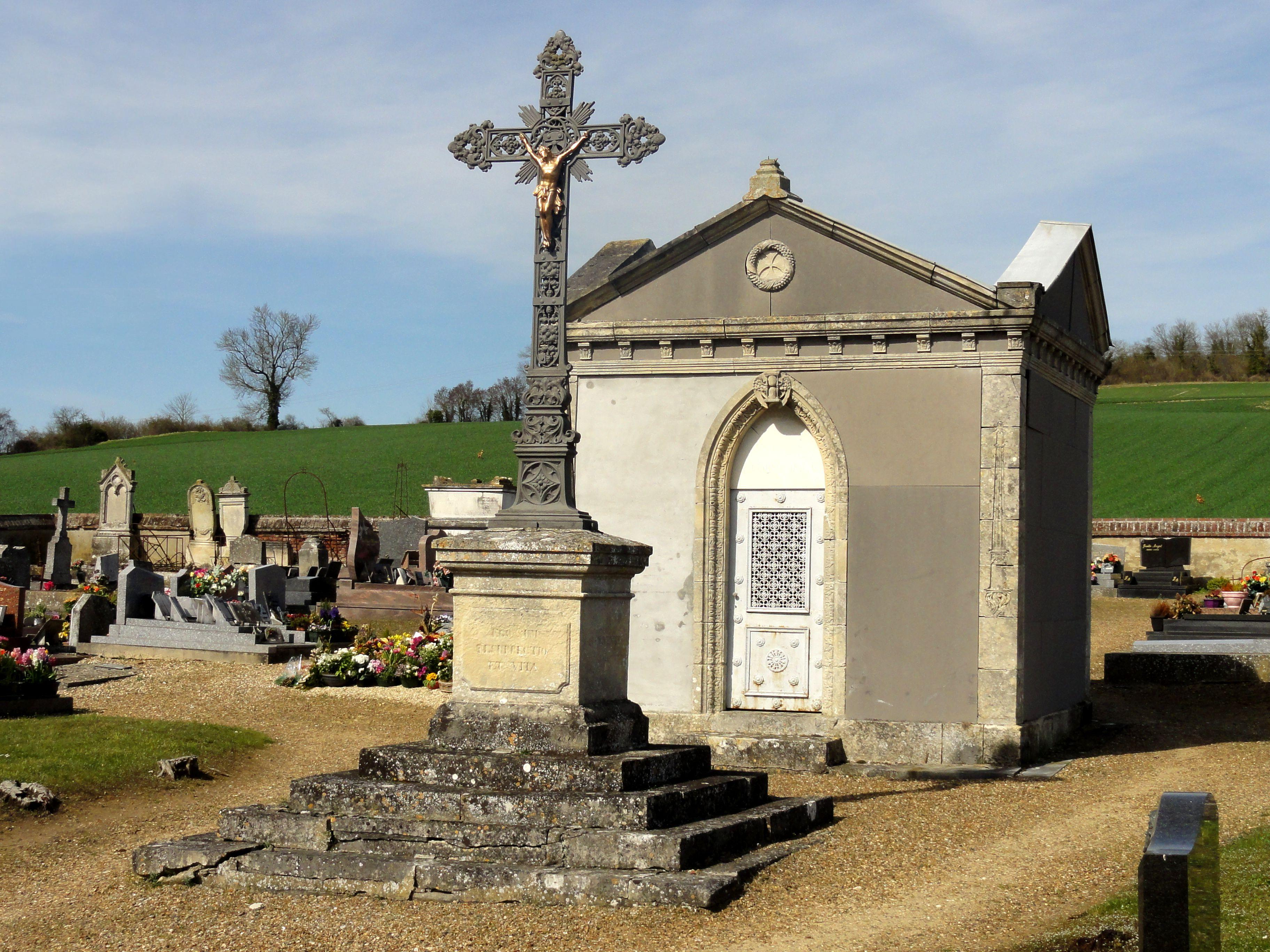
Croix de cimetière.

### Héraldique
| Armes de Saint-Félix | Les armes de Saint-Félix se blasonnent ainsi : D'or au sautoir de gueules cantonné en chef d'une étoile d'azur et en pointe, d'un cœur enflammé aussi de gueules. |